# 전사의 영예 훈장

전사의 영예 훈장(戰士의榮譽勳章)은 1950년 7월 1일 조선민주주의인민공화국 최고인민회의 상임위원회 정령으로 제정된 조선민주주의인민공화국의 첫 군공(軍功) 훈장으로, 제1급과 2급으로 구성되어 있다.

## 수여 조건 발췌[1]
```
- 불타는 전차 안에서 작전을 수행한 자
- 부대기를 탈취로부터 보호한 자
- 적 부대기를 탈취한 자
- 1 ~ 50명의 적 장교 및 병사들을 개인화기로 사살한 자
- 대전차 화기로 적 전차 2대 이상을 격파한 자
- 적 구역이나 전장에서 수류탄으로 1~3대의 적 전차를 격파한 자
- 기관총이나 화포로 적기 4대 이상을 격추한 자
- 야간에 적 정찰을 포착하거나 격파한 자
- 용맹성을 발휘하여 적 기관총이나 박격포를 격파한 자
- 위험에 처한 지휘관을 구출하기 위하여 목숨을 바친 자
- 전차로 적 기관총 2대를 격파하거나 1대의 적 야포를 격파한 자
- 정찰 중 중요한 적 정보를 입수한 자
```

전차병, 항공기 승무원, 수병을 제외하고 모두 1명의 병사가 이루어야 하는 군공(軍功)으로, 소련의 조국전쟁훈장과 유사한 수여 체계를 가지고 있다.
한국전쟁 휴전 이후 위와 같은 수여 조건은 대폭 축소되었으며, 이후 조선인민군을 전역한 병사들에게는 전사영예훈장 2급이 기본적으로 수여된다.

## 수훈자의 복지 혜택
```
조선민주주의인민공화국 《전사의 영예 훈장에 관한 규정》, 1950

 六. 전사의 영예 훈장을 받은 자는 제一급에 있어서는 
국기훈장
 제二급, 제二급에 있어서는 
국기훈장
 제三급에 규정한 특권을 받는다.
 七. 전사의 영예 훈장을 수여받은 자는 다음의 특권을 가진다.
     1. 전사는 하사관으로, 하사관은 三급 군관으로 승급한다.
     2. 로동능력을 상실한 경우에는 년급의 五十%를 가급한다.
     3. 그의 자녀에 대해서는 대학을 졸업할 때까지 무료로 수학시킨다.
```

위 혜택은 훈장 수여 조건의 하향으로 축소되었다.

## 한국전쟁 중 수여 횟수[3]
| 급수  | 조선인민군 | 중국 인민해방군 |
| ----- | ---------- | --------------- |
| 제1급 | 7,972회    | 530회           |
| 제2급 | 112,170회  | 6,349회         |

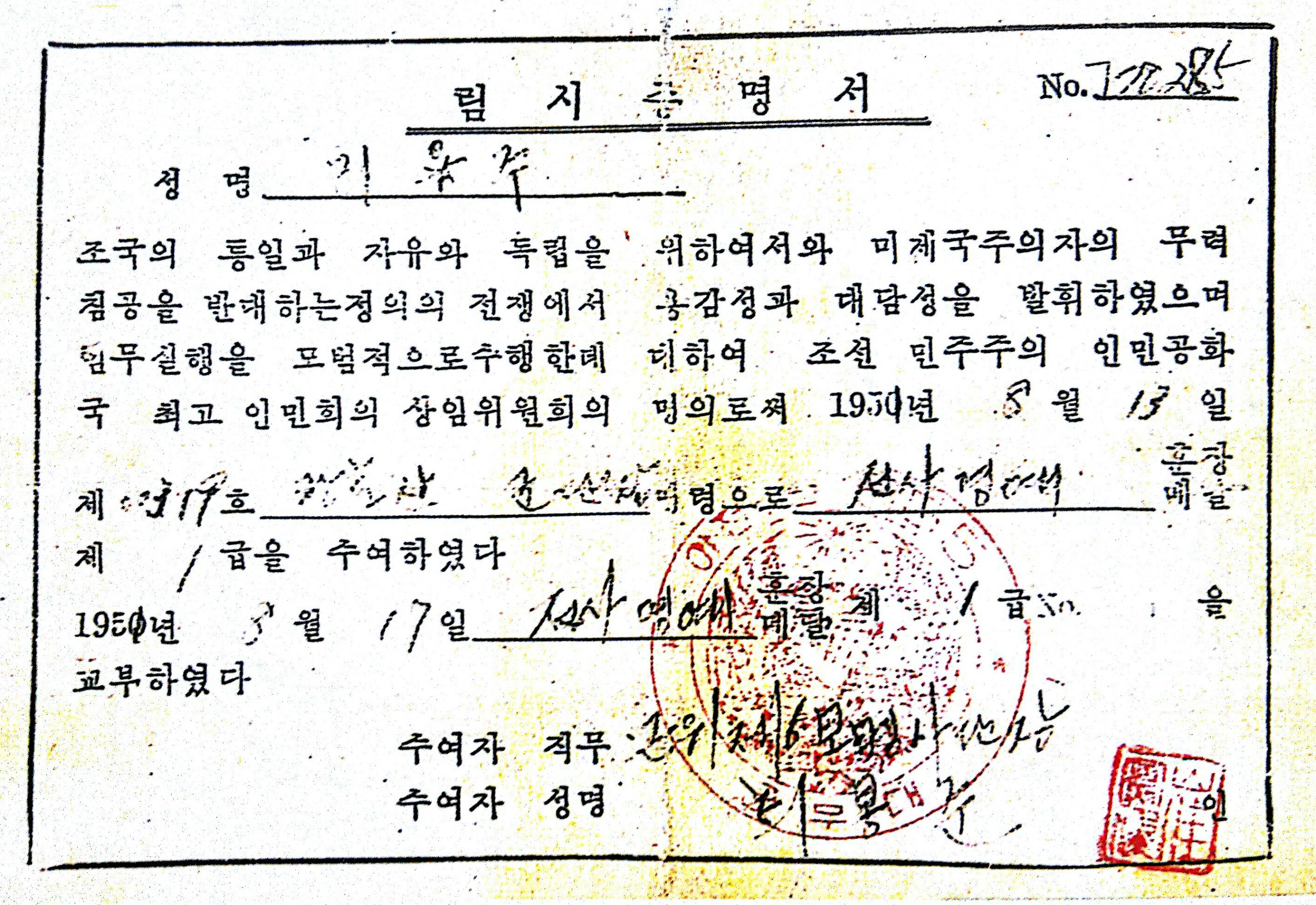
1951년 수여된 전사영예훈장 제1급. 전시 수여이기 때문에 '임시증명서'가 발급되었다.

1953년 한국전쟁 휴전 직후, 소련 군사고문단, 중국 인민해방군 및 조선인민군 병사들의 공로를 소급 재평가하여 다량이 수여되었다.

## 변천 과정
| 년도            | 제조국                 | 재질                   | 패용 방식             |
| --------------- | ---------------------- | ---------------------- | --------------------- |
| 1950년대        | 소련                   | 스털링 실버 및 금 도금 | 스크류백(Screw-back)  |
| 1960년대 - 현재 | 조선민주주의인민공화국 | 동 합금 프레임에 도금  | 수직 핀(Vertical-pin) |

소련제의 경우 훈장 뒷면에 훈장 일련번호를 새기는 란이 존재하나, 자유독립훈장제2급과 마찬가지로 훈장번호를 부여하지 않고 공란으로 남겨놓는다.
북한 생산으로 변경되면서 일련번호란은 삭제된다.